# چیپس لیز
لیز (به انگلیسی: Lay's) نام یک برند تولید انواع چیپس است که ابتدا در کشور کانادا تأسیس شد. از سال ۱۹۶۵ شرکت آمریکایی پپسی‌کو به واسطه شرکت فریتو-لی مالکیت این مجموعه را در اختیار دارد. لیز یا Lay's برند اصلی و معروف محصولات این شرکت است اگرچه که در برخی کشورهای دیگر مثل انگلیس، ایرلند، استرالیا، مصر، منطقه غرب بالکان یا اسرائیل از نام‌های دیگری برای محصول خود استفاده می‌کنند.